# Бертолен
Бертоле́н (фр. Bertholène, окс. Bertolena) — коммуна во Франции, находится в регионе Окситания. Департамент — Аверон. Входит в состав кантона Лессак. Округ коммуны — Родез.
Код INSEE коммуны — 12026.
Коммуна расположена приблизительно в 500 км к югу от Парижа, в 140 км северо-восточнее Тулузы, в 17 км к востоку от Родеза.

## Население
Население коммуны на 2008 год составляло 999 человек.
| 1962 | 1968 | 1975 | 1982 | 1990 | 1999 | 2008 |
| ---- | ---- | ---- | ---- | ---- | ---- | ---- |
| 687  | 785  | 705  | 782  | 918  | 924  | 999  |

## Экономика
В 2007 году среди 652 человек в трудоспособном возрасте (15—64 лет) 504 были экономически активными, 148 — неактивными (показатель активности — 77,3 %, в 1999 году было 70,9 %). Из 504 активных работали 478 человек (268 мужчин и 210 женщин), безработных было 26 (12 мужчин и 14 женщин). Среди 148 неактивных 42 человека были учениками или студентами, 61 — пенсионерами, 45 были неактивными по другим причинам.

## Достопримечательности
- Церковь Англар (XIII век). Памятник истории с 1944 года[3]
- Церковь Эйриньяк (XI век). Памятник истории с 2007 года[4]
- Замок Бурин (XIII—XV века). Памятник истории с 1963 года[5]
- Дольмен. Памятник истории с 1995 года[6]

## Фотогалерея

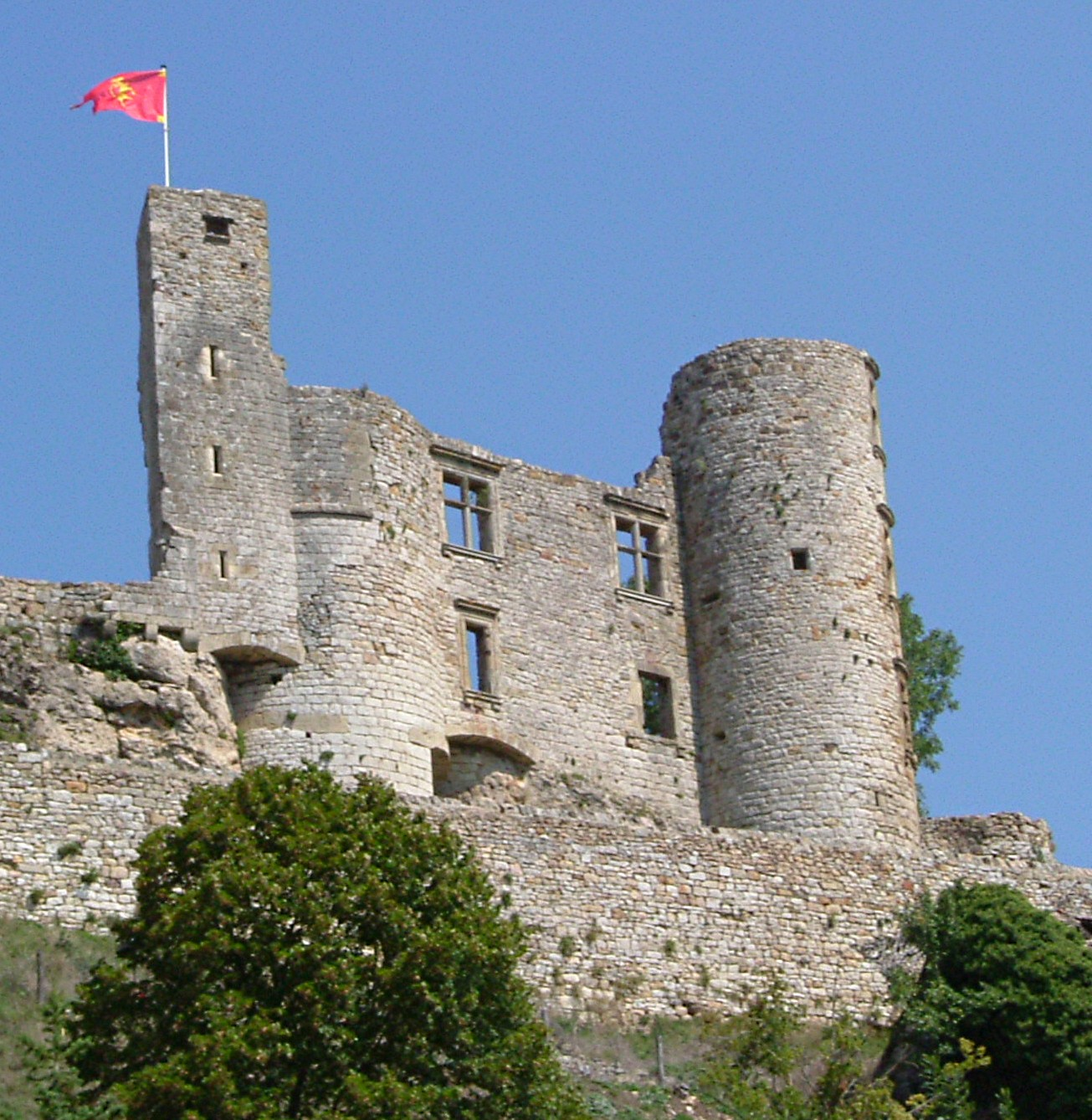
Замок
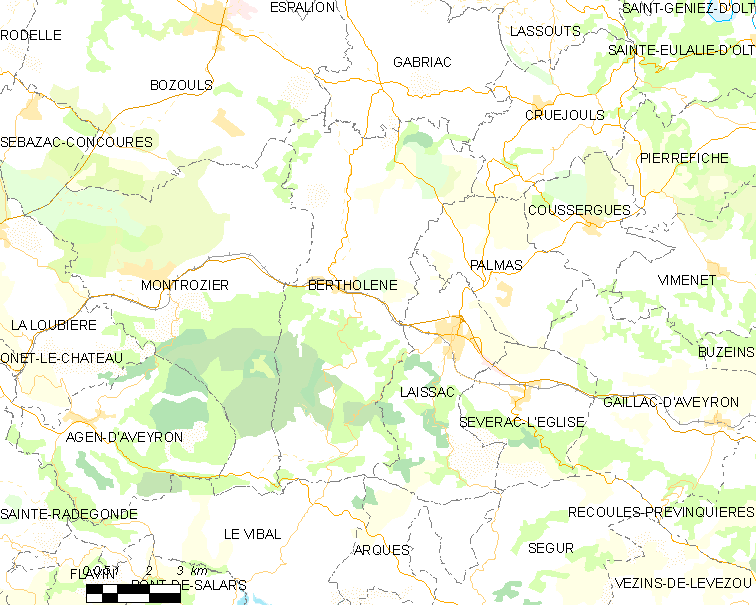
Карта коммуны